# Pero Cameron
Sean Pero MacPherson Cameron, más conocido como Pero Cameron (nacido el 6 de mayo de 1974 en Tokoroa, Nueva Zelanda) es un exjugador de baloncesto neozelandés. Con 2.02 metros de estatura, jugaba en la posición de alero.
Fue nombrado deportista maorí del año 2002.

## Trayectoria
- Waikato Warriors (1992-1994)
- Auckland Stars (1994-1999)
- Chester Jets (1999-2003)
- Waikato Titans (2001-2005)
- New Zealand Breakers (2004)
- New Zealand Breakers (2005)
- Bandırma Banvit (2005-2006)
- Mahram Tehran (2007)
- Bandırma Banvit  (2007)
- Waikato Pistons  (2007-2009)
- Gold Coast Blaze (2008)
- Gold Coast Blaze (2009-2010)

## Participaciones en competiciones internacionales

### Mundiales
- Estados Unidos 2002 4/16
- Japón 2006 16/24
- Turquía 2010 12/24

### Juegos olímpicos
- Sídney 2000 11/12
- Atenas 2004 10/12